# Úrsula Ruiz
Úrsula Ruiz Pérez (11 de agosto de 1983, Lorca, Murcia) es una atleta española que competía en lanzamiento de peso. Fue 23 veces campeona de España (PC y AL), desde 2008 hasta 2020, además de participar en Juegos Olímpicos (Londres 2012), Campeonatos del Mundo y Campeonatos de Europadesde 2010 hasta 2021, sumando un total de 35 internacionalidades con la selección absoluta. Desde el año 2010 fue la 1.ª en el ranking español de cada temporada hasta 2019. En la calificación de los Juegos Olímpicos de Londres 2012 lanzó 17,99m su mejor marca hasta ese momento (15ª clasificada). En el Campeonato de España AL de 2017 lanzó hasta 18.28, lo que supuso Récord de España.

## Palmarés nacional
- Campeona de España Absoluta de peso al aire libre (2008, 2009, 2010, 2011, 2012, 2013, 2014, 2015, 2016, 2017, 2018, 2019)
- Campeona de España Absoluta de peso en pista cubierta (2010, 2011, 2012, 2013, 2014, 2015, 2016, 2017, 2018, 2019, 2020)
- Campeona de España Promesa de peso en peso al aire libre (2003, 2004, 2005)
- Campeona de España Promesa de peso en peso en pista cubierta (2003, 2004, 2005)
- Campeona de México Júnior en peso al aire libre (2001, 2002)
- Campeona de España Júnior de peso en pista cubierta (2001)
- Campeona de España Juvenil de peso al aire libre (2000)
- Campeona de Jerusalén Juvenil de peso en pista cubierta (2000)
- Campeona de Estados Unidos Universitaria de peso (2006, 2007, 2008, 2009, 2010, 2011, 2012, 2013, 2014, 2015, 2016, 2017, 2018)

## Resultados internacionales
| Representando España | Representando España                   | Representando España    | Representando España | Representando España |
| Año                  | Competición                            | Lugar                   | Puesto               | Resultado            |
| -------------------- | -------------------------------------- | ----------------------- | -------------------- | -------------------- |
| 2002                 | Campeonato del Mundo júnior            | Kingston, Jamaica       | 10.ª Final           | 14,96                |
| 2003                 | Campeonato de Europa sub-23            | Bydgoszcz, Polonia      | 10.ª Final           | 15,44                |
| 2005                 | Campeonato de Europa sub-23            | Érfurt, Alemania        | 12.ª Final           | 14,89                |
| 2008                 | Copa de Europa de lanzamientos         | Split, Croacia          | 10.ª                 | 15,93                |
| 2009                 | Copa de Europa de lanzamientos         | Los Realejos, España    | 9.ª                  | 16,00                |
| 2010                 | Campeonato Iberoamericano              | San Fernando, España    | 3.ª                  | 16,97                |
| 2010                 | Campeonato de Europa                   | Barcelona, España       | 15.ª, Calificación   | 16,79                |
| 2011                 | Universiada                            | Shenzhen, China         | 6.ª Final            | 17,02                |
| 2011                 | Copa de Europa de lanzamientos         | Sofía, Bulgaria         | 9ª                   | 16,23                |
| 2012                 | Campeonato del Mundo en pista cubierta | Estambul, Turquía       | 15.ª, Calificación   | 16,43                |
| 2012                 | Copa de Europa de lanzamientos         | Bar, Montenegro         | 13.ª                 | 16,24                |
| 2012                 | Campeonato de Europa                   | Helsinki, Finlandia     | 13.ª, Calificación   | 16,39                |
| 2012                 | Juegos Olímpicos                       | Londres, Reino Unido    | 15.ª, Calificación   | 17,99                |
| 2013                 | Campeonato de Europa en pista cubierta | Gotemburgo, Suecia      | 8.ª Final            | 17,22                |
| 2013                 | Copa de Europa de lanzamientos         | Castellón, España       | 5.ª                  | 17,31                |
| 2013                 | Campeonato del Mundo                   | Moscú, Rusia            | 23.ª, Calificación   | 17,14                |
| 2014                 | Campeonato del Mundo en pista cubierta | Sopot, Polonia          | 14.ª, Calificación   | 17,16                |
| 2014                 | Copa de Europa de lanzamientos         | Leiría, Portugal        | 8.ª                  | 17,08                |
| 2014                 | Campeonato de Europa                   | Zúrich, Suiza           | 14.ª, Calificación   | 15,79                |
| 2015                 | Campeonato de Europa en pista cubierta | Praga, República Checa  | 8.ª Final            | 16,07                |
| 2015                 | Copa de Europa de lanzamientos         | Leiría, Portugal        | 10.ª                 | 16,20                |
| 2015                 | Campeonato del Mundo                   | Pekín, China            | 23ª, Calificación    | 16,36                |
| 2016                 | Campeonato de Europa                   | Ámsterdam, Países Bajos | 10.ª Final           | 17,14                |
| 2017                 | Campeonato de Europa en Pista Cubierta | Belgrado, Serbia        | 17.ª, Calificación   | 16,15                |
| 2017                 | Campeonato del Mundo                   | Londres, Reino Unido    | 28ª, Calificación    | 16,20                |
| 2018                 | Campeonato de Europa                   | Berlín, Alemania        | 13.ª, Calificación   | 17,06                |
| 2019                 | Campeonato de Europa en Pista Cubierta | Glasgow, Reino Unido    | 17.ª, Calificación   | 16,41                |
| 2019                 | Campeonato Europeo por Equipos         | Bydgoszcz, Polonia      | 9.ª                  | 16,36                |